# Sobrecorrent d'entrada

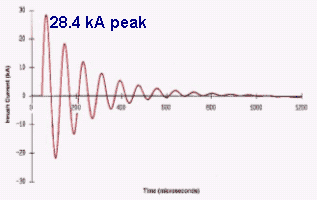
Un exemple de transitoris de corrent d'entrada durant l'activació del banc de condensadors.

El corrent d'entrada, el corrent de sobrecàrrega d'entrada o la sobrecorrent d'encesa és el corrent d'entrada instantani màxim que consumeix un dispositiu elèctric quan s'encén per primera vegada. Els motors i transformadors elèctrics de corrent altern poden extreure diverses vegades el seu corrent normal a plena càrrega quan s'alimenten per primera vegada, durant uns quants cicles de la forma d'ona d'entrada. Els convertidors de potència també tenen corrents d'entrada molt superiors als seus corrents en estat estacionari, a causa del corrent de càrrega de la capacitat d'entrada. La selecció de dispositius de protecció contra sobreintensitat, com ara fusibles i interruptors automàtics, es fa més complicada quan s'han de tolerar corrents d'entrada elevats. La protecció contra sobreintensitat ha de reaccionar ràpidament a fallades de sobrecàrrega o de curtcircuit, però no ha d'interrompre el circuit quan flueix el corrent d'entrada (normalment inofensiu).

## Condensadors
Un condensador descarregat o parcialment carregat apareix com un curtcircuit a la font quan la tensió de la font és superior al potencial del condensador. Un condensador completament descarregat necessitarà aproximadament 5 cicles de temps RC per carregar-se completament; durant la part de càrrega del cicle, el corrent instantani pot superar el corrent de càrrega en un múltiple substancial. El corrent instantani disminueix per carregar el corrent a mesura que el condensador arriba a la càrrega completa. En el cas d'un circuit obert, el condensador es carregarà a la tensió màxima de CA (en realitat no es pot carregar un condensador amb potència de línia de CA; això es refereix a la sortida de voltatge alterna unidireccional d'un rectificador).

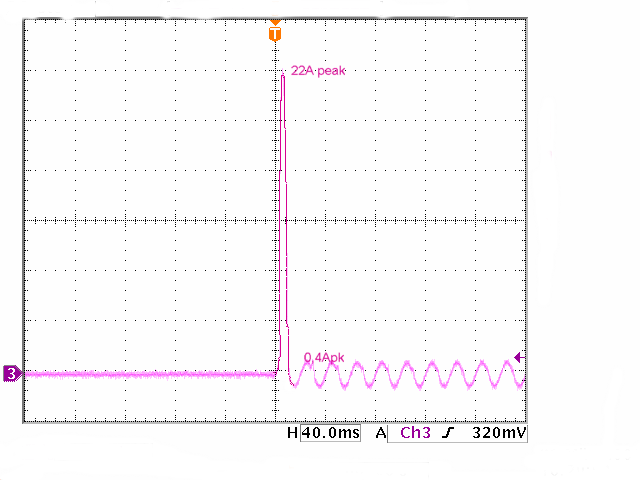
Un exemple d'un transitori de corrent d'entrada durant la connexió d'un transformador toroidal de 100 VA. Pic d'entrada al voltant de 50 vegades el corrent nominal.

## Transformadors
Quan un transformador s'activa per primera vegada, un corrent transitòria de fins a 10 a 15 vegades més gran que el corrent nominal del transformador pot fluir durant diversos cicles. Els transformadors toroidals, que utilitzen menys coure per a la mateixa gestió de potència, poden tenir fins a 60 vegades l'entrada al corrent de funcionament. El pitjor dels casos es produeix quan el bobinatge primari està connectat en un instant al voltant de l'encreuament zero de la tensió primària (que per a una inductància pura seria el màxim de corrent en el cicle de CA) i si la polaritat del mig cicle de tensió té la mateixa polaritat que té la remanència al nucli de ferro (la remanència magnètica es va deixar alta d'un mig cicle anterior). A menys que els bobinatges i el nucli tinguin una mida que normalment no superin mai el 50% de saturació (i en un transformador eficient no ho són mai, aquesta construcció seria massa pesada i ineficient), aleshores durant aquesta posada en marxa el nucli es saturarà. Això també es pot expressar com que el magnetisme residual en funcionament normal és gairebé tan alt com el magnetisme de saturació al "genoll" del bucle d'histèresi. Una vegada que el nucli es satura, però, la inductància del bobinat sembla molt reduïda i només la resistència dels bobinatges del costat primari i la impedància de la línia elèctrica limiten el corrent. Com que la saturació es produeix només per a semicicles parcials, es poden generar formes d'ona riques en harmònics i poden causar problemes a altres equips. Per als transformadors grans amb baixa resistència de bobinat i alta inductància, aquests corrents d'irrupció poden durar uns quants segons fins que el transitori s'ha extingit (temps de decadència proporcional a XL/R) i s'estableix l'equilibri regular de CA. Per evitar l'irrupció magnètica, només per als transformadors amb un buit d'aire al nucli, la càrrega inductiva s'ha de connectar de manera sincrònica a prop d'un pic de tensió d'alimentació, en contrast amb la commutació de tensió zero, que és desitjable per minimitzar els transitoris de corrent de vores agudes amb càrregues resistives com ara escalfadors d'alta potència. Però per als transformadors toroidals només un procediment de premagnetització abans de l'encesa permet posar en marxa aquests transformadors sense cap pic de corrent d'entrada.
El corrent d'entrada es pot dividir en tres categories:
Corrent d'entrada d'energització resultat de la reactivació del transformador. El flux residual en aquest cas pot ser zero o depenent del temps d'energització.
Recuperació del flux de corrent d'entrada quan es restableix la tensió del transformador després d'haver estat reduïda per una pertorbació del sistema.
Flux de corrent d'entrada simpàtic quan múltiples transformadors connectats a la mateixa línia i un d'ells s'activa.

## Motors
Quan un motor elèctric, AC o DC, s'activa per primera vegada, el rotor no es mou i fluirà un corrent equivalent al corrent aturat, reduint-se a mesura que el motor agafa velocitat i desenvolupa un EMF posterior per oposar-se al subministrament. Els motors d'inducció de CA es comporten com a transformadors amb un secundari en curtcircuit fins que el rotor comença a moure's, mentre que els motors raspallats presenten essencialment la resistència del bobinat. La durada del transitori d'arrencada és menor si la càrrega mecànica del motor s'alleuja fins que aquest ha agafat velocitat.

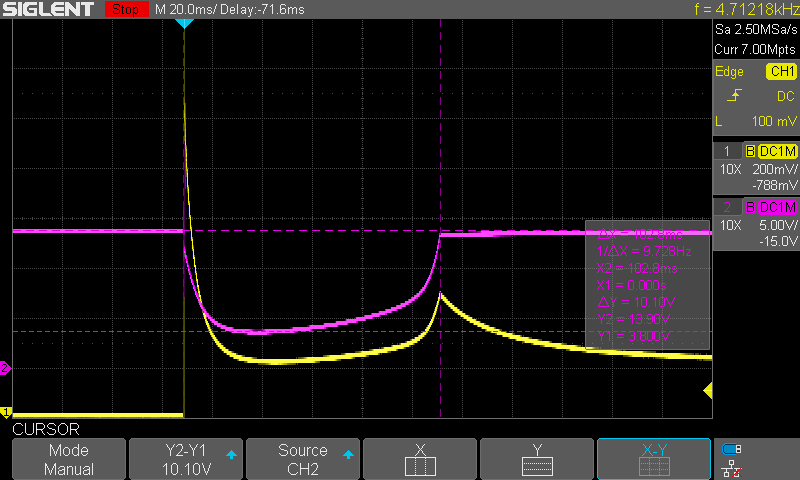
El corrent d'entrada d'una làmpada incandescent fa que una font d'alimentació de banc limiti el seu corrent de sortida.

## Escalfadors i làmpades de filament
Els metalls tenen un coeficient de resistència de temperatura positiu; tenen menor resistència en fred. Qualsevol càrrega elèctrica que contingui un component substancial d'elements de calefacció resistius metàl·lics, com ara un forn elèctric o un banc de bombetes incandescents de filament de tungstè, consumirà un corrent elevat fins que l'element metàl·lic assoleixi la temperatura de funcionament. Per exemple, els interruptors de paret destinats a controlar les làmpades incandescents tindran una qualificació "T", que indica que poden controlar de manera segura els circuits amb els grans corrents d'entrada de les làmpades incandescents. L'entrada pot ser fins a 14 vegades el corrent en estat estacionari i pot persistir durant uns quants mil·lisegons per a làmpades més petites fins a uns quants segons per a làmpades de 500 watts o més. Les làmpades de filament de carboni (no grafititzades), que ara s'utilitzen poc, tenen un coeficient de temperatura negatiu i consumeixen més corrent a mesura que s'escalfen; no es troba un corrent "d'entrada" amb aquests tipus.

## Classificació
La classificació TV és una de les classificacions representatives aprovades per les normatives UL i CSA per avaluar la capacitat de suport del corrent d'entrada. La qualificació indica el nivell de capacitat del relé per canviar la càrrega, inclòs el corrent d'entrada.
| Classe TV | Sobrecorrent (A) | Corrent estable (A) |
| --------- | ---------------- | ------------------- |
| TV-3      | 51               | 3                   |
| TV-5      | 78               | 5                   |
| TV-8      | 117              | 8                   |
| TV-10     | 141              | 10                  |
| TV-15     | 191              | 15                  |